# Rankine-ciklus
A Rankine-ciklus vagy Clausius–Rankine-ciklus egy termodinamikai körfolyamat, amely a hőenergiát mechanikai munkává alakítja. A körfolyamat külső hőforrást használ. Az üzemi közeg általában víz, de ritkán előfordul más folyadék is, amely a körfolyamat alatt gőz halmazállapotot is felvesz. A legtöbb fosszilis tüzelőanyagot (szenet, kőolajszármazékokat, illetve földgázt) használó és nukleáris erőmű ezt a körfolyamatot használja energiatermelésre. A körfolyamat nevét a skót polihisztor, William John Macquorn Rankine után kapta.

## A körfolyamat leírása

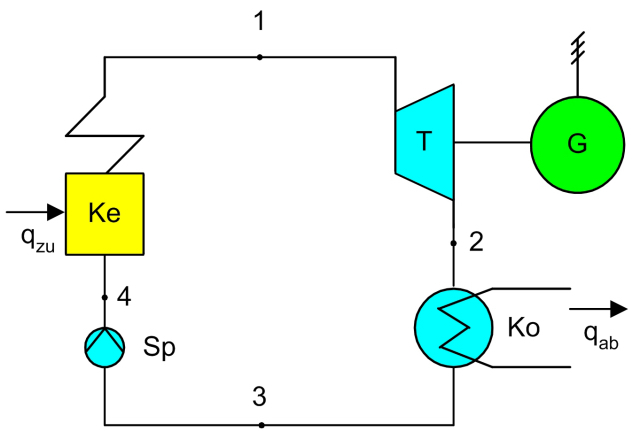
A körfolyamatot végrehajtó berendezések vázlata.
Ke=gőzkazán
T=turbina
G=generátor
Ko=kondenzátor
Sp=tápszivattyú

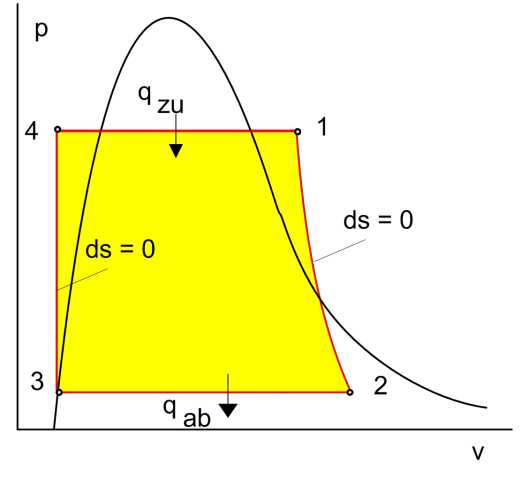
Rankine-körfolyamat a p-v diagramban

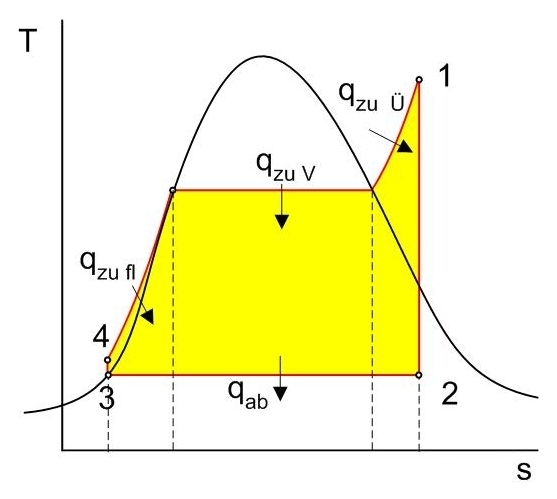
Rankine-körfolyamat a T-s diagramban

A Rankine-körfolyamatról szokás azt mondani, hogy a Carnot-ciklus gyakorlatban is megvalósítható változata. A fő különbség abban áll, hogy a folyékony víz nyomásának növelésére itt szivattyút használnak. Ez körülbelül százszor kevesebb energiát igényel, mintha gázt sűrítenének kompresszorral, mint ahogy a Carnot-körfolyamatnál történik. (De ezért a Rankine-körfolyamat hatásfoka nem jobb, hanem rosszabb egy azonos hőfokhatárok között működő Carnot-körfolyamaténál.)
A Rankine-körfolyamat hatásfokát általában a munkaközeg fizikai jellemzői határolják be. Annak érdekében, hogy a nyomás a kritikus értéket el ne érje, a hőmérséklethatárok korlátozottak víz esetében. A turbinába való belépés előtt a gőz hőmérséklete általában 565 °C (ez az a hőmérséklet, melyet a rozsdamentes acélok tartósfolyása még megenged) és a gőz hőmérséklete a kondenzátorban jelentősen alacsonyabb. Emellett az elméletileg legjobb Carnot-körfolyamat hatásfoka körülbelül 63%, míg egy korszerű széntüzelésű hőerőmű hatásfoka mintegy 42%. A viszonylag alacsony gőzhőmérséklet miatt gyakran építenek kombinált ciklusú erőműveket, melyeknél a magasabb hőmérsékleteken gázturbina, az alacsonyabb hőmérsékleten Rankine-körfolyamat üzemel együtt.  
A Rankine-körfolyamat zárt ciklust képez, a folyamat végén a munkaközeg visszatér és újra felhasználják. Az erőművek felett gyakran gomolygó gőzfelhő nem a körfolyamatban részt vevő vízgőz, hanem a kondenzátort hűtő folyamatból származik és azt a hőveszteséget jelenti, melyet nem hasznosítanak az energiatermelés folyamán. Megjegyzendő, hogy a gőz mindaddig láthatatlan, amíg nem keveredik hideg levegővel és telítetté nem válik és apró cseppek formájában lecsapódik, ekkor lesz látható, amint fehér felhők alakjában elhagyja a hűtőtornyokat. 
Annak ellenére, hogy igen sok anyag megfelelne munkaközegnek, általában vizet használnak erre a célra előnyös tulajdonságai következtében, mivel nem mérgező, kémiailag nem agresszív, bőségesen áll rendelkezésre olcsón és termodinamikai jellemzői is megfelelőek. Egyik fő előnye más ciklusokkal szemben, hogy a kompresszió fázisban a szivattyú viszonylag kis munkát igényel, mivel a munkaközeg ekkor folyékony fázisban van. A tápszivattyú a turbina teljesítményének mindössze körülbelül 1%-át igényli. Ebből az előnyből valamit veszítünk amiatt, hogy a hőbevezetés hőmérséklete alacsonyabb. A gázturbinákba belépő gáz hőmérséklete például eléri az 1500 °C-ot. Mindazonáltal a gőzturbinás és gázturbinás erőművek hatásfoka közel azonos.

## A Rankine-körfolyamat állapotváltozásai
A Rankine-körfolyamatban négy állapotváltozás van. A folyamatokat a nyomás-fajtérfogat (p-v) és a hőmérséklet-entrópia (T-s) diagramok ábrázolják. A diagramokban az egyes állapotokat számok jelölik. Az állapotváltozások:
- 1 - 2: a nagynyomású és magas hőmérsékletű száraz gőz a gőzturbinában expandál, és közben energiájának egy része mechanikai munkává alakul, amit generátorral villamos energiává alakíthatunk. A gőz nyomása és hőmérséklete csökken. A gőz nyomása végül atmoszferikusnál kisebb lesz (vákuum), a gőz egy része lecsapódik; nedves gőz lép ki a turbinából.
- 2 - 3: a nedves gőz felületi kondenzátorba jut, ott állandó nyomáson lehűl, és teljes egészében lecsapódik (folyékony vízzé kondenzálódik). A gőz nyomását és hőmérsékletét a kondenzátor hűtővizének hőmérséklete határozza meg.
- 3 - 4: a tápszivattyú a munkaközeg nyomását a frissgőz nyomására emeli, és benyomja a kazánba.
- 4 - 1: a kazánban a nagynyomású víz felforr, gőzzé változik, majd a kazán túlhevítő részében túlhevül, és túlhevített száraz gőzzé változik. A körfolyamat ismétlődik elölről.

Az ideális Rankin-körfolyamatban a gőzturbina és a tápszivattyú izentropikus állapotváltozást hajtana végre, vagyis a turbinában és a szivattyúban lezajló állapotváltozás alatt a közeg entrópiája nem változna. Az 1 - 2 és a 3 - 4 állapotváltozás függőleges egyenest mutatna a T-s diagramban, és így hasonlítana a Carnot-körfolyamatra.

## Valóságos Rankine-körfolyamat

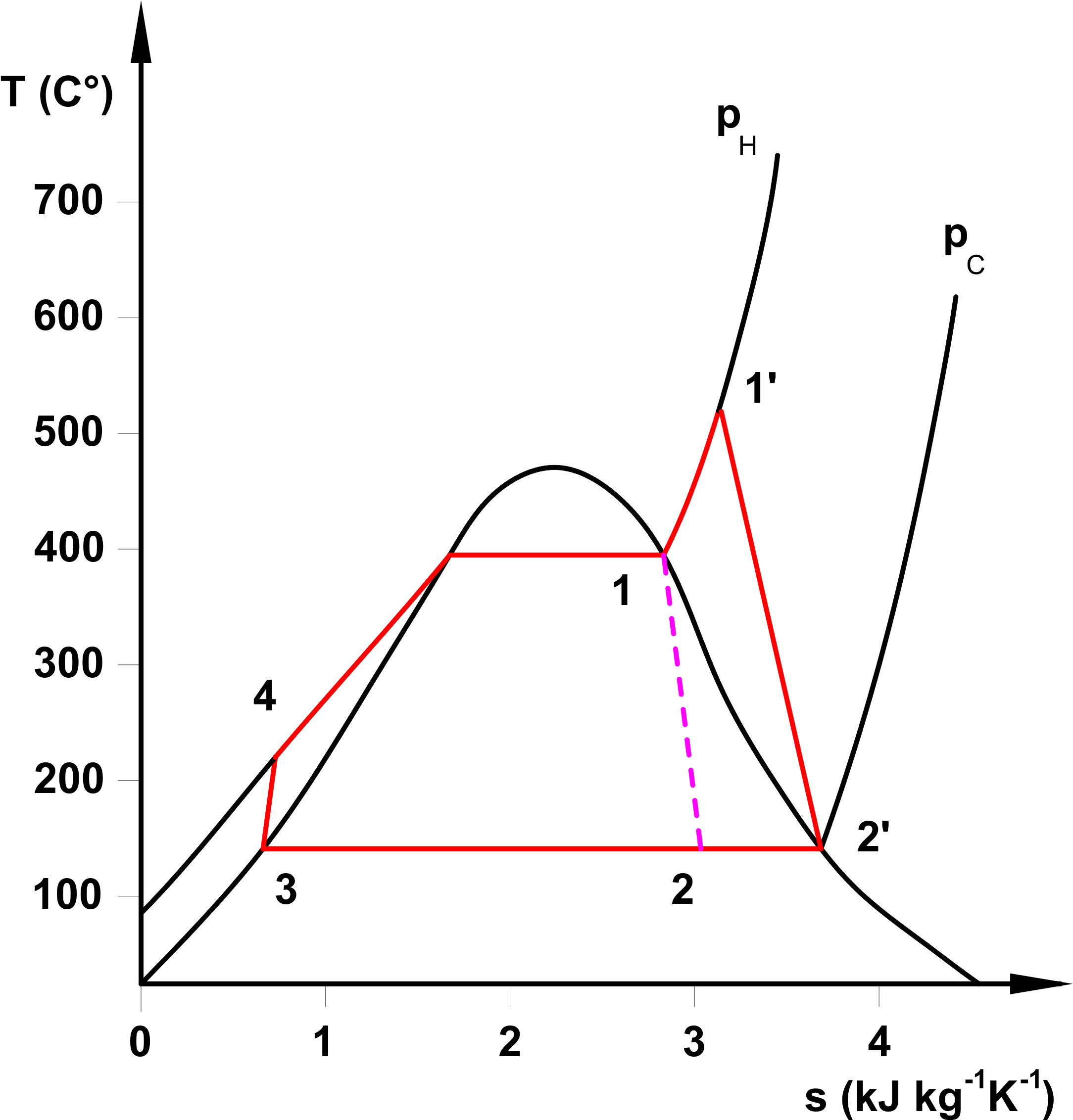
Gőztúlhevítés hatása a Rankine-körfolyamatra

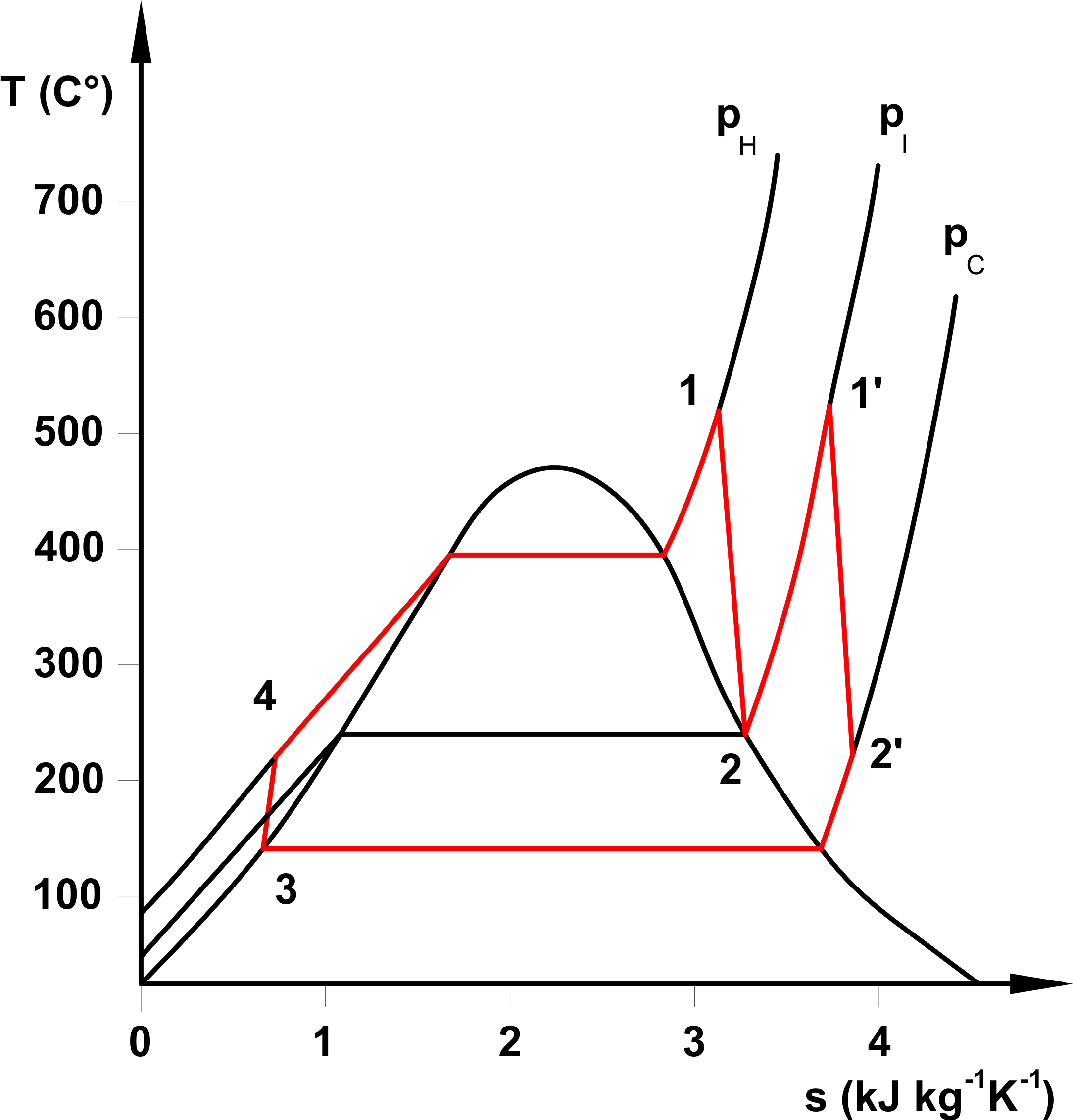
Újratúlhevítés hatása a Rankine-körfolyamatra

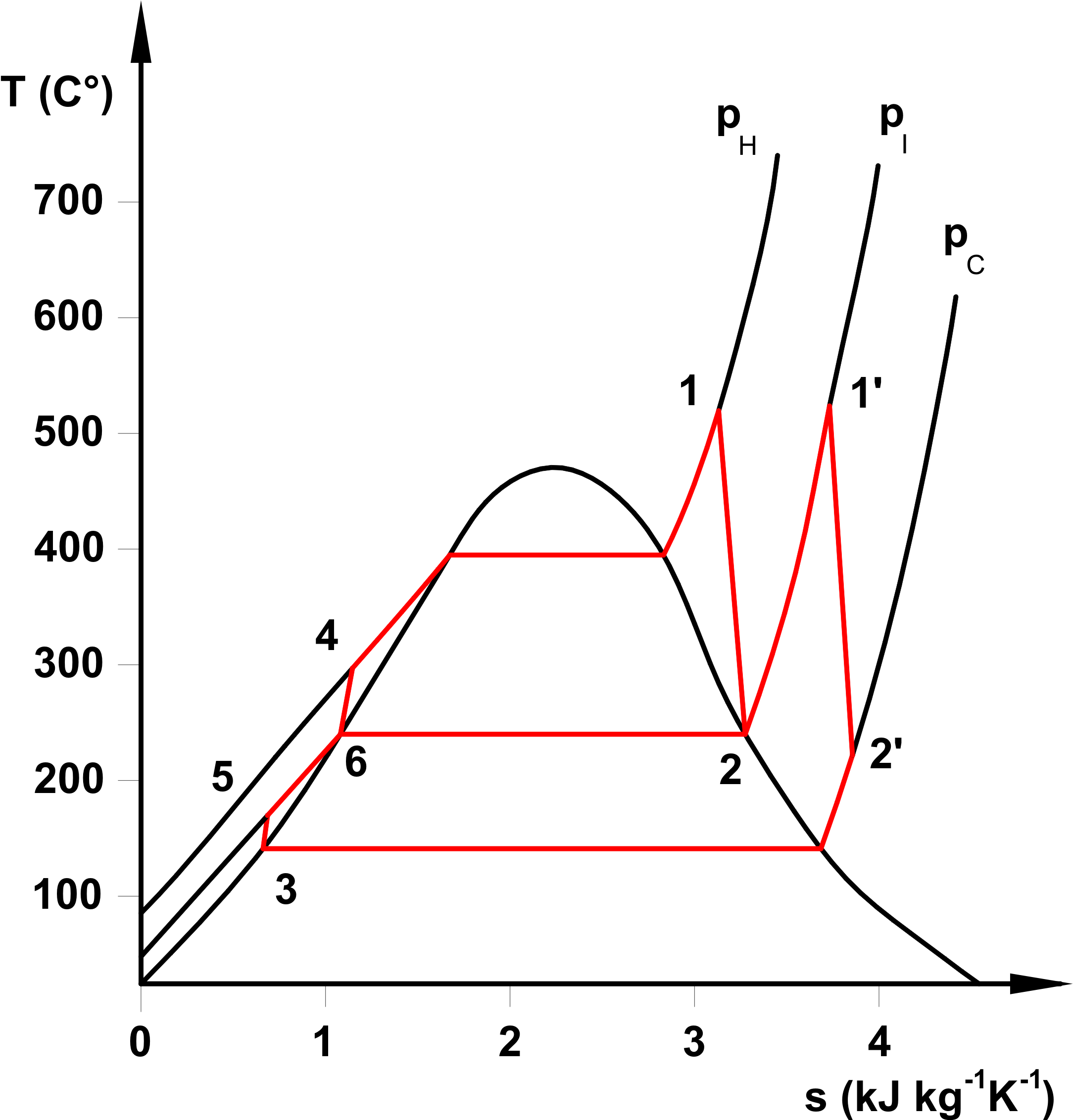
Regeneratív tápvízelőmelegítés hatása a Rankine-körfolyamatra

A technikailag megvalósítható Rankine-körfolyamat az előbbiekben ismertetettől némileg eltér. A valóságos körfolyamatokban nem lehetséges izentropikus (reverzibilis) állapotváltozás, ezért mind a szivattyúban végbemenő kompresszió, mind a turbinában lezajló expanzió folyamán az entrópia kismértékben nő, emiatt mindkét állapotváltozás görbéje a függőlegestől kissé jobbra elkanyarodik. Ez a gyakorlatban azt jelenti, hogy a szivattyúzás teljesítményigénye kismértékben nő, a gőzturbina által leadott teljesítmény pedig kismértékben csökken. Ez a tény az erőmű és a gőzturbina tervezéséhez szükséges számításokat is bonyolítja. 
A gőzturbinánál más nehézségek is fellépnek. Ahogy a gőz expandál, eléri már a turbinán belül a nedves gőz állapotot, apró vízcseppek csapódnak ki, melyek a nagy sebességgel forgó lapátoknak ütközve eróziót okoznak. Az erodált lapátokon az áramlás egyre nagyobb veszteségeket okoz, de lapáttöréshez is vezethet. A legegyszerűbb védekezés az erózió ellen, (és ezt a hagyományos hőerőművek mind alkalmazzák), hogyha a gőzt túlhevítik, a száraz gőznél ez a probléma nem jelentkezik. A T-s diagramból látszik, hogy megfelelő mértékű túlhevítés esetén el lehet érni, hogy a gőz gyakorlatilag az expanzió végéig száraz maradjon.

## Változatok a Rankine-körfolyamatra
A termodinamikai összhatásfok csaknem minden körfolyamatnál növelhető a hőbevezetés {\displaystyle {\bar {T}}_{\mathit {be}}={\frac {\int _{2}^{3}T\,dQ}{Q_{\mathit {be}}}}} átlagos hőmérsékletének növelésével. Ezt a Rankine-körfolyamatnál egyszerűen a túlhevítési hőmérséklet növelésével lehet elérni. Más módszerek is léteznek azonban, kettőt mutatunk be az alábbiakban. 

### Rankine-körfolyamat újrahevítéssel
Ebben az esetben a rendszernek tulajdonképpen két sorba kapcsolt gőzturbinája van. Az első a túlhevített gőzt nagy nyomáson kapja a kazántól. Miután a gőz expandált a nagynyomású turbinán, visszavezetik a kazánba és újrahevítik, mielőtt a kisnyomású turbinába lépne egy alacsonyabb nyomáson. Azon az előnyön kívül, hogy ezzel a hőbevezetés átlagos hőmérséklete, és így a termodinamikai hatásfok is megnő, ez a megoldás meggátolja azt, hogy a gőz kondenzálódjon a turbinában, és így megvédi a lapátozást az eróziótól.

### Regeneratív tápvíz-előmelegítés
Ennél a megoldásnál amikor a kondenzátorból a tápszivattyú visszanyomja a kondenzálódott tápvizet a kazánba, a munkaközeget előmelegítik a nagynyomású turbinából kiáramló gőzzel. A mellékelt ábrán az 5. állapotban lévő forró vizet keverik a 2. gőzzel (mindkettőnek azonos a nyomása), ennek eredménye a munkaközeg 6. állapota lesz. A regeneratív Rankine-körfolyamat (kisebb változtatásokkal) a létező hőerőművekben általános használatnak örvend. 
Hasonló eredményt ad az a megoldás, ahol a turbanifokozatok közül megcsapolt gőzzel felületi hőcserélőkön (előmelegítőkön) keresztül melegítik elő a tápvizet. Ennek a megoldásnak az az előnye, hogy a hőcserélő két oldalán különböző nyomás lehet.

## Más munkaközegek
Újabban gyakran használnak szerves anyagokat munkaközegként, például pentánt vagy butánt vízgőz helyett. Ezek a közegek lehetővé teszik azt, hogy alacsony hőmérsékletű hőforrások energiáját is hasznosítani lehessen. Ilyen például a szoláris tó, melynél különböző koncentrációjú sóoldatok révén a tó fenekén elhelyezkedő nagy sótartalmú réteget a napsugárzás 70–90 °C hőmérsékletre hevíti, míg a tó felszine 30 °C-nál nem lesz melegebb. Az ilyen rendszerek termodinamikai hatásfoka csekély az alacsony hőmérséklet miatt, ezt azonban ellensúlyozza az, hogy a felmerülő beruházási és üzemeltetési költségek igen alacsonyak. 
Olyan munkaközeget is használnak időnként, melynek forráspontja meghaladja a vízét, és így a hatásfok növelhető. Ilyen anyag például a higany, melynek kritikus hőmérséklete 1000 °C felett van, és telített gőzének nyomása még 690 °C-on sem haladja túl az 50 bart.

## Külső hivatkozások
- Rankine-körfolyamat a Mathcad Application Serveren
- Szerves Rankine-körfolyamat villamosenergia termelésre